# Земан, Мартин
Мартин Земан (чеш. Martin Zeman; 28 марта 1989, Табор, Чехословакия) — чешский футболист, нападающий клуба «Слован Либерец».

## Карьера
Мартин родился в городе Табор, Чехословакия. Первым молодёжным клубом стал клуб родного города с одноименным названием — «Табор». В клубе малой родины играл семь лет, а в 2001 году перешел в пражскую «Спарту». Спустя шесть лет игры в молодёжных составах, в 2007 году Мартин дебютировал за основную команду «Спарты». В 2011 году Земан отправился в аренду, в австрийский клуб «Адмира Ваккер» сроком на сезон. Всего за «Адмиру» сыграл четырнадцать матчей, не забив ни одного гола. В следующем сезоне Мартин вновь отправился в аренду, вернувшись на родину в клуб «Виктория» (Пльзень), также сроком на сезон. Сыграв шесть матчей за пльзеньский клуб, игрок вернулся в «Спарту».

## Достижения
Спарта Прага
- Чемпион Чехии: 2009/10

 Виктория Пльзень
- Чемпион Чехии (2): 2012/13, 2017/18